# Moose Hill
Moose Hill är ett berg på gränsen mellan USA och Kanada. På den kanadensiska sidan ligger det i provinsen Québec, i den sydöstra delen av landet, 400 km öster om huvudstaden Ottawa, på den amerikanska sidan ligger det i delstaten Maine. Toppen på Moose Hill är 881 meter över havet.